# クリスティ・コテ
クリスティ・コテ（Kristi Kote 、1998年9月26日 - ）は、アルバニア・コルチャ出身のプロサッカー選手。アルバニアのパルティザニ所属。ポジションは、ミッドフィールダー（セントラルミッドフィールダー）。